# ディエゴ・クリスティアーノ・エヴァリスト
- ディエゴ・ピトゥカ
- ジエゴ・ピトゥーカ
- ジエゴ・ピツーカ

ディエゴ・ピトゥカ（Diego Pituca）ことディエゴ・クリスティアーノ・エヴァリスト（ポルトガル語: Diego Cristiano Evaristo、1992年8月15日 - ）は、ブラジル・サンパウロ州出身のプロサッカー選手。Jリーグ・V・ファーレン長崎所属。ポジションはミッドフィールダー。

## 来歴
2021年1月21日、Jリーグ・鹿島アントラーズへの完全移籍が発表された。背番号は「21」。
2021年1月31日（日本時間）のリベルタドーレス杯決勝にサントスFCの主軸ボランチとして出場後、コロナの影響で日本への入国は4月2日、チーム合流は4月18日だった。
4月28日のルヴァンカップ・グループステージ第4節のサガン鳥栖戦で途中出場から日本デビューを飾り、その3日後のJ1リーグ第12節の横浜FC戦でも途中出場にてJ1リーグ戦初出場。5月5日に開催されたルヴァンカップ・グループステージ第5節、ホームでのアビスパ福岡戦で初のスタメン出場を果たした。6月6日のルヴァンカップ、清水エスパルス戦では常本佳吾のスローインからピトゥカが相手陣内の深い位置まで進入してクロスを送ると、ファーサイドでエヴェラウド・ストゥンが合わせてゴールを初アシスト。6月27日のJ1リーグ第20節、北海道コンサドーレ札幌戦の後半48分、前線でエヴェラウドが落としたボールに後方から走り込み、
胸トラップで相手を置き去りにすると身体を開いて左足でゴールへ流し込み、加入後初ゴールを決めた。
2023年7月21日、サントスFCが2024年1月1日以降の事前契約締結を発表した。
2025年8月8日、V・ファーレン長崎への完全移籍が発表された。

## プレースタイル
ゲームを作る司令塔タイプのボランチ。
中盤で長短のパスをさばいてリズムを作りながらもゴールへ直結するラストパスも出せれば、自ら攻撃参加して得点もするスタイルで
ゲームを組み立てるのに非常に長けている。また左足のキック精度が非常に高い。
所属の鹿島アントラーズではコーナーキック、フリーキックのキッカーも務めている。
なお利き足の左足だけでなく右足の精度も高いがJリーグではほぼ左足しか使っていない。

## Jリーグでの個人成績
| 国内大会個人成績 | 国内大会個人成績 | 国内大会個人成績 | 国内大会個人成績 | 国内大会個人成績 | 国内大会個人成績 | 国内大会個人成績 | 国内大会個人成績 | 国内大会個人成績 | 国内大会個人成績 | 国内大会個人成績 | 国内大会個人成績 |
| 年度             | クラブ           | 背番号           | リーグ           | リーグ戦         | リーグ戦         | リーグ杯         | リーグ杯         | オープン杯       | オープン杯       | 期間通算         | 期間通算         |
| 年度             | クラブ           | 背番号           | リーグ           | 出場             | 得点             | 出場             | 得点             | 出場             | 得点             | 出場             | 得点             |
| 日本             | 日本             | 日本             | 日本             | リーグ戦         | リーグ戦         | リーグ杯         | リーグ杯         | 天皇杯           | 天皇杯           | 期間通算         | 期間通算         |
| ---------------- | ---------------- | ---------------- | ---------------- | ---------------- | ---------------- | ---------------- | ---------------- | ---------------- | ---------------- | ---------------- | ---------------- |
| 2021             | 鹿島             | 21               | J1               | 26               | 2                | 7                | 0                | 4                | 0                | 37               | 2                |
| 2022             | 鹿島             | 21               | J1               | 28               | 1                | 6                | 2                | 3                | 0                | 37               | 3                |
| 2023             | 鹿島             | 21               | J1               | 31               | 3                | 5                | 0                | 0                | 0                | 36               | 3                |
| 2025             | 長崎             | 8                | J2               |                  |                  | -                | -                | -                | -                |                  |                  |
| 通算             | 日本             | 日本             | J1               | 85               | 6                | 18               | 2                | 7                | 0                | 110              | 8                |
| 通算             | 日本             | 日本             | J2               |                  |                  |                  |                  |                  |                  |                  |                  |
| 総通算           | 総通算           | 総通算           | 総通算           | 85               | 6                | 18               | 2                | 7                | 0                | 110              | 8                |

## タイトル

### クラブ
SEマトネンセ
- カンピオナート・パウリスタ セグンダ・ジヴィゾン：2013

ボタフォゴ-SP
- カンピオナート・ブラジレイロ・セリエD：2015

### 個人
- カンピオナート・パウリスタ チーム・オブ・ザ・イヤー：2019